# Antoni Zajkowski
Antoni Zajkowski (5 agosto 1948) è un ex judoka polacco. Vincitore della medaglia d'argento ai Giochi olimpici di Monaco 1972 nella categoria 70 kg.

## Palmarès
Olimpiadi
- 1 medaglia:
  - 1 argento (70 kg a Monaco 1972)

Mondiali
- 1 medaglia:
  - 1 bronzo (-70 kg a Ludwigshafen 1971)

Europei
- 3 medaglie:
  - 2 argenti (70 kg a Ostenda 1969, 70 kg a Göteborg 1971)
  - 1 bronzo (a squadre a Lione 1975)